# Contea di Grimes
La contea di Grimes (in inglese Grimes County) è una contea dello Stato del Texas, negli Stati Uniti. La popolazione al censimento del 2010 era di 26 604 abitanti. Il capoluogo di contea è Anderson. La contea è stata creata nel 1846 dalla Contea di Montgomery. Prende il nome da Jesse Grimes, un firmatario della Dichiarazione d'Indipendenza del Texas e uno dei primi coloni della contea.

## Geografia fisica
| Anno | Popolazione | ±%     |
| ---- | ----------- | ------ |
| 1850 | 4,008       |        |
| 1860 | 10,307      | 157.2% |
| 1870 | 13,218      | 28.2%  |
| 1880 | 18,603      | 40.7%  |
| 1890 | 21,312      | 14.6%  |
| 1900 | 26,106      | 22.5%  |
| 1910 | 21,205      | −18.8% |
| 1920 | 23,101      | 8.9%   |
| 1930 | 22,642      | −2.0%  |
| 1940 | 21,960      | −3.0%  |
| 1950 | 15,135      | −31.1% |
| 1960 | 12,709      | −16.0% |
| 1970 | 11,855      | −6.7%  |
| 1980 | 13,580      | 14.6%  |
| 1990 | 18,828      | 38.6%  |
| 2000 | 23,552      | 25.1%  |
| 2010 | 26,604      | 13.0%  |

Secondo l'Ufficio del censimento degli Stati Uniti d'America la contea ha un'area totale di 802 miglia quadrate (2080 km²), di cui 787 miglia quadrate (2040 km²) sono terra, mentre 14 miglia quadrate (36 km², corrispondenti all'1,8% del territorio) sono costituiti dall'acqua.

### Strade principali
- State Highway 6
- State Highway 30
- State Highway 90
- State Highway 105

### Contee adiacenti
- Madison County (nord)
- Walker County (nord-est)
- Montgomery County (sud-est)
- Waller County (sud)
- Washington County (sud-ovest)
- Brazos County (ovest)

## Amministrazione
Il Texas Department of Criminal Justice (TDCJ) gestisce il O.L. Luther Unit e il Wallace Pack Unit nella comunità non incorporata della contea.